# Ровно (Тульская область)
Ровно — посёлок в Белёвском районе Тульской области России. Население - 249 человек (2021).
В рамках административно-территориального устройства является центром Ровенского сельского округа Белёвского района, в рамках организации местного самоуправления входит в сельское поселение Левобережное. 

## География
Расположен в 7 км к юго-западу от районного центра, города Белёва, и в 113 км к юго-западу от областного центра.   
Через посёлок проходит автодорога 70К-042, протекает река Вырка, также есть пруд.  

### Часовой пояс
Посёлок Ровно, как и вся Тульская область, находится в часовой зоне МСК (московское время). Смещение применяемого времени относительно UTC составляет +3:00.

### Климат
Климат характеризуется как умеренно континентальный с тёплым летом, Годовая средняя температура в этом районе составляет 8,4 °C. Верхний предел температуры регистрируется в июле до 32,2 °С, минимальная достигает -27,1 °C в январе. Месяц с максимальными температурами — это июль с характерной температурой 24,5 °C. Месяц, когда температура наиболее низкая — январь, его средний дневной температурный уровень -9,0 °C. 

## Население
| 2002 | 2010 |
| ---- | ---- |
| 329  | ↘250 |

## История
В 1873 году посёлок относился к Тульской губернии, Белевского уезда, Лиховищенской (Лиховицкой) волости. Число дворов составляло 34, жителей мужского пола 148 человек, жителей женского пола 149 человек, всего население было 297 человек. Приход располагался в храме во имя Успения Пресвятой Богородицы в селе Лиховищи.
В 1926 году посёлок относился к Тульской губернии, Белевского района , Кузнецовского сельсовета. Находилось 116 крестьянских хозяйств, прочих хозяйств 21, мужчин 301 человек, женщин 341 человек, всего население составляло 642 человека. 
Посёлок Ровно образован в 2000-е годы путём объединения посёлка Ровенский (240 жителей по переписи 2002 года в северо-восточной части) и деревни Ровно (89 жителей по переписи 2002 года в западной и юго-западной частях современного посёлка).

## Промышленность
Расположена организация ООО "Ровенские сады". Основной вид деятельности - выращивание и оптовая торговля свежими яблоками.
В Ровно имеются заброшенные сельскохозяйственные предприятия и недостроенные в 2000-е годы жилые дома для рабочих.

## Образование
Находится действующая "Ровенская средняя общеобразовательная школа" - сельский филиал муниципального бюджетного общеобразовательного учреждения "Средняя общеобразовательная школа №3" г. Белёва Тульской области. В здании школы также расположена "Ровенская сельская библиотека".
Во времена СССР работал детский сад. В 2000-е годы закрылся сельский клуб.

## Медицина
На территории посёлка находится фельдшерско-акушерский пункт (ФАП).

## Торговля
Работает продуктовый магазин и почтовое отделение.

## Транспорт
Ежедневно 3 раза в день ходит пригородный Автобус №11 (Белёв - Слобода).